# فريدي البياضي
فريدي صفوت نجيب البياضي (موليد 1 يناير 1971) ولد في القاهرة. وهو عضو منتخب في مجلس النواب المصري (2021-2026م) وعضو سابق في مجلس الشورى المصري 2012م (استقال في 2013م ) وعضو الهيئة العليا للحزب المصري الديمقراطي الاجتماعي ناشط سياسي واجتماعي مصري. نجل القس صفوت البياضي الرئيس الفخري للكنيسة الإنجيلية بمصر ورئيس مجلس كنائس الشرق الأوسط.

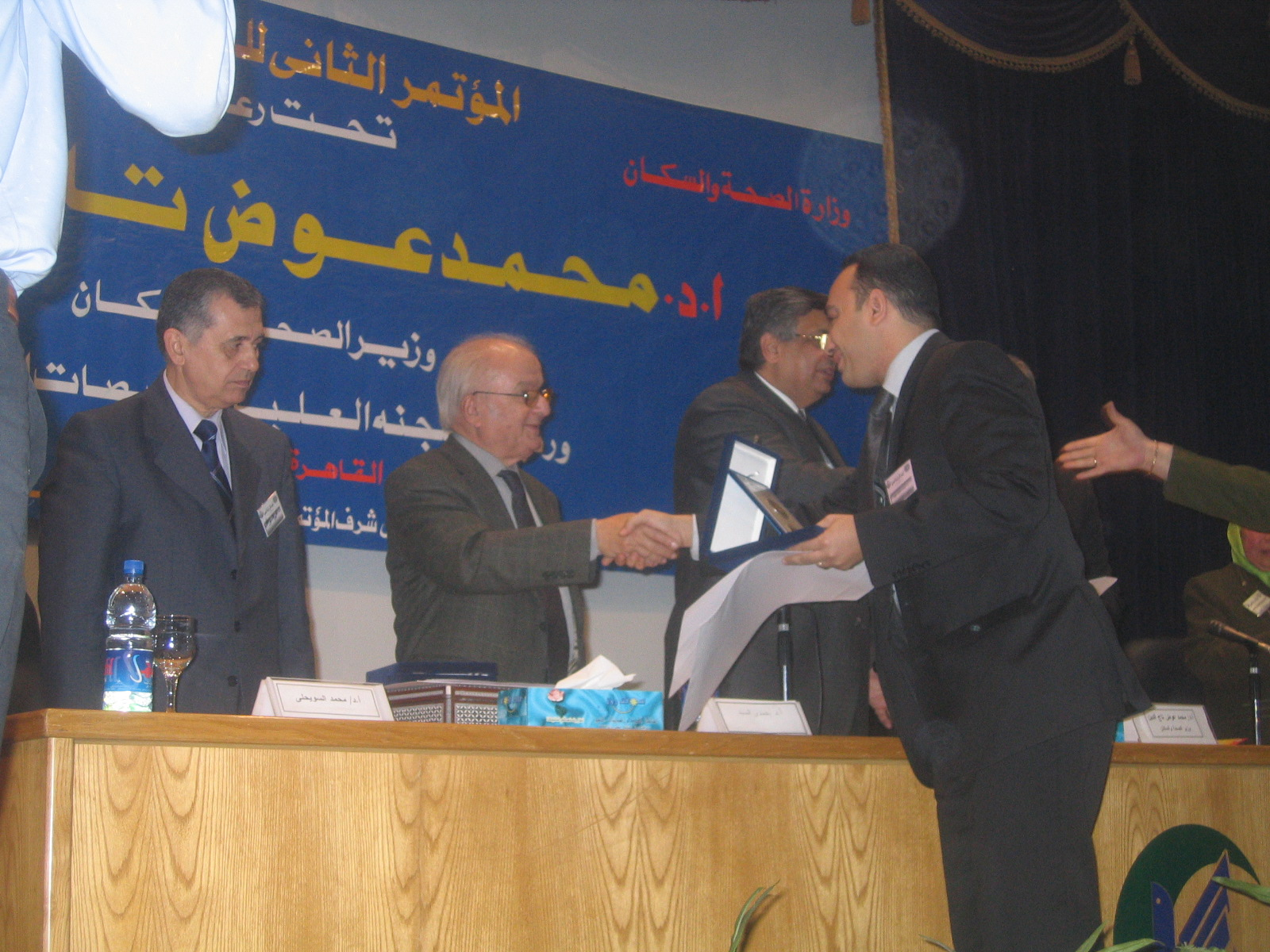
د.فريدي البياضي يستلم ميدالية التفوق من وزير الصحة و نقيب الأطباء سابقا.

## التعليم
- تخرج البياضي من كلية الطب جامعة القاهرة عام 1993.
- حصل على ماجستير الأشعة التشخيصية في كلية الطب بجامعة عين شمس عام 1999.
- زمالة الأشعة التشخيصية عام 2004
- عضو الجمعية البريطانية للأشعة.
- عضو الجمعية الأمريكية للأشعة.
- حصل على درجة استشاري الأشعة التشخيصية في عام 2009.
- حصل على تكريم من نقابة أطباء مصر لنبوغه وتفوقه في عام 2002.[4]

## النشاط السياسي
- في ديسمبر 2020 انتخب البياضي عضواً بمجلس النواب المصري على القائمة الوطنية عن الحزب المصري الديمقراطي الاجتماعي،[5] وفي يناير 2021 تم اختياره من رئاسة المجلس عضواً باللجنة العامة لمجلس النواب.[6]
- في مايو 2022 انتخب البيلضي نائباً لرئيس الحزب المصري الديمقراطي الاجتماعي.[7]
- كان البياضي من المؤيدين والناشطين في ثورة 25 يناير التي قامت ضد نظام الرئيس الأسبق محمد حسني مبارك.
- في يولو 2011 تم اختيار البياضي من قبل الدكتور يحيى الجمل نائب رئيس الوزراء آنذاك ليشارك في مؤتمر الوفاق الوطني الذي كان معنياً بالتخطيط للمرحلة الانتقالية للبلاد بعد الثورة ووضع مبادئ الدستور الجديد
- في 2011 رشح حزب الوفد الجديد فريدي البياضي على رأس قائمة البرلمان في انتخابات مجلس الشورى لكنه اعتذر عن عدم قبول الترشيح وصرح آنذاك أنه لا يود الارتباط بأي حزب سياسي في تلك الفترة.
- يُذكر أن البياضي في بداية حياته السياسية انضم للحزب الوطني الديمقراطي في موطنه (مدينة القناطر الخيرية) وكان معنياً بصفة خاصة بالخدمات الاجتماعية وبالأخص الصحية ورفض أكثر من مرة ترشيحه من خلال الحزب لمواقع برلمانية أو قيادية في الحزب. يعد البياضي من الأعضاء القليلن الذين لم يرتبطوا بقضايا فساد رغم تورط الحزب وقياداته في الكثير منها.
- في ديسمبر 2012 أصدر رئيس الجمهورية محمد مرسي آنذاك قرار تعيين الدكتور / فريدي البياضي عضواً مستقلاً بمجلس الشورى المصري (الغرفة العليا للبرلمان المصري).انضم البياضي للجنة حقوق الإنسان بمجلس الشورى وشارك في اللجنة الدستورية والتشريعية.
- انضم البياضي للحزب المصري الديمقراطي الاجتماعي بعد تعيينه في الشورى وأصبح عضواً بالعيئة العليا للحزب.
  - من أبرز مواقفه تقديمه لاقتراح في تعديلات قانون الانتخابات لمجلس النواب يؤدي إلى التمييز الإيجابي للمرأة والأقباط والشباب إلا أن الأغلبية الموجودة بالبرلمان رفضت أي تمييز وبعد أن صوتوا لصالح تمييز المرأة عادوا وتراجعوا ورفضوا التمييز الإيجابي للمرأة وفي تلك الجلسة رفض رئيس المجلس إعطاء الكلمة للبياضي الذي أعلن احتجاجه لتغيير موقف الأغلبية وعدم إعطائه الفرصة في الكلام في الموضوع قبل التصويت وسجل انسحابه من الجلسة. (ممثل «الإنجيلية» ينسحب من جلسة «الشورى» احتجاجاً على رفض إعطائه الكلمة)[3]
  - أول من قدم استجواباً لرئيس الحكومة ووزير الداخلية على خلفية أحداث العنف في 25 يناير 2013 وطالب البياضي بإقالة رئيس الحكومة ووزير الداخلية ومحاكمتهم.
- على غير المتوقع من الكثيرين بالنسبة لعضو برلماني معين من رئيس الجمهورية، كان للبياضي العديد من المواقف المعارضة للنظام الحاكم وحزب الأغلبية بل ووجه الكثير من النقد للرئيس نفسه.
- كان من أول من طالب من داخل البرلمان برحيل الرئيس مرسي وارتدى وشاحاً مكتوب عليه مطلوب رئيس جديد.
- أعلن البياضي في عدة مواقف تأييده ل حركة تمرد الداعية لثورة شعبية يوم 30-6 مطالبة برحيل الرئيس مرسي ونظام الإخوان.

### استقالة البياضي من مجلس الشورى
أعلن البياضي استقالته من مجلس الشورى يوم 29-6 مع ثمانية من النواب في المؤتمر الرسمي لحركة تمرد انضماما للشارع وللثورة.

### الانضمام للحزب المصري الديمقراطي الاجتماعي
- انضم البياضي للحزب المصري الديمقراطي الاجتماعي وأصبح عضواً بالهيئة العليا للحزب.
- انتخب البياضي أميناً عاماً للحزب المصري الديمقراطي بمحافظة القليوبية.
- اعترض البياضي على قانون انتخابات مجلس النواب الذي صدر بعد دستور 2014 وقرر عدم خوض الانتخابات.

## العلاقة بالكنيسة الإنجيلية المصرية
- انتخب فريدي البياضي في 2008 عضواً بالمجلس الملي الإنجيلي العام (المجلس الأعلى للكنيسة الإنجيلية بمصر).
- انتخب رئيساً ل اللجنة العامة لشباب إعدادي بالكنيسة الإنجيلية بمصر 2004-2012.
- عضو بلجنة العدالة والسلام وحقوق الإنسان ب مجلس كنائس الشرق الأوسط.
- شارك في وحاضر في الكثير من المؤتمرات المحلية والدولية المتعلقة بالتربية المسيحية- حقوق الإنسان - مهارات القيادة.[4][9]

## وصلات خارجية
- البياضي يحلف اليمين بمجلس النواب 2021
- النائب فريدي البياضي يعترض على قانون منع التظاهر على يوتيوب
- فريدي البياضي يؤدي القسم أمام مجلس الشورى على يوتيوب
- صباح الخير يامصر الجزء الأول على يوتيوب
- صباح الخير يامصر الجزء الثاني على يوتيوب
- البياضي يطالب بإقالة وزير الداخلية و رئيس الحكومة (على الأقل) على يوتيوب

- Nile TV interview 21-1-2013 على يوتيوب
- البياضى» يطالب مجلس الشورى بمبادرة لوقف المأساة الجارية
- الأقباط المعينون بمجلس الشورى يعقبون على خطاب الرئيس.. «فوزى»: فرض التجوال والطوارئ يحقق أمن المواطنين.. و«ناشد»: الخطاب متأخر والحوار يحتاج أجندة ملزمة.. «البياضى»: مهم ونرفض لغة التهديد

لم يتم العثور على روابط لمواقع التواصل الاجتماعي.